# Palazzo Gondi

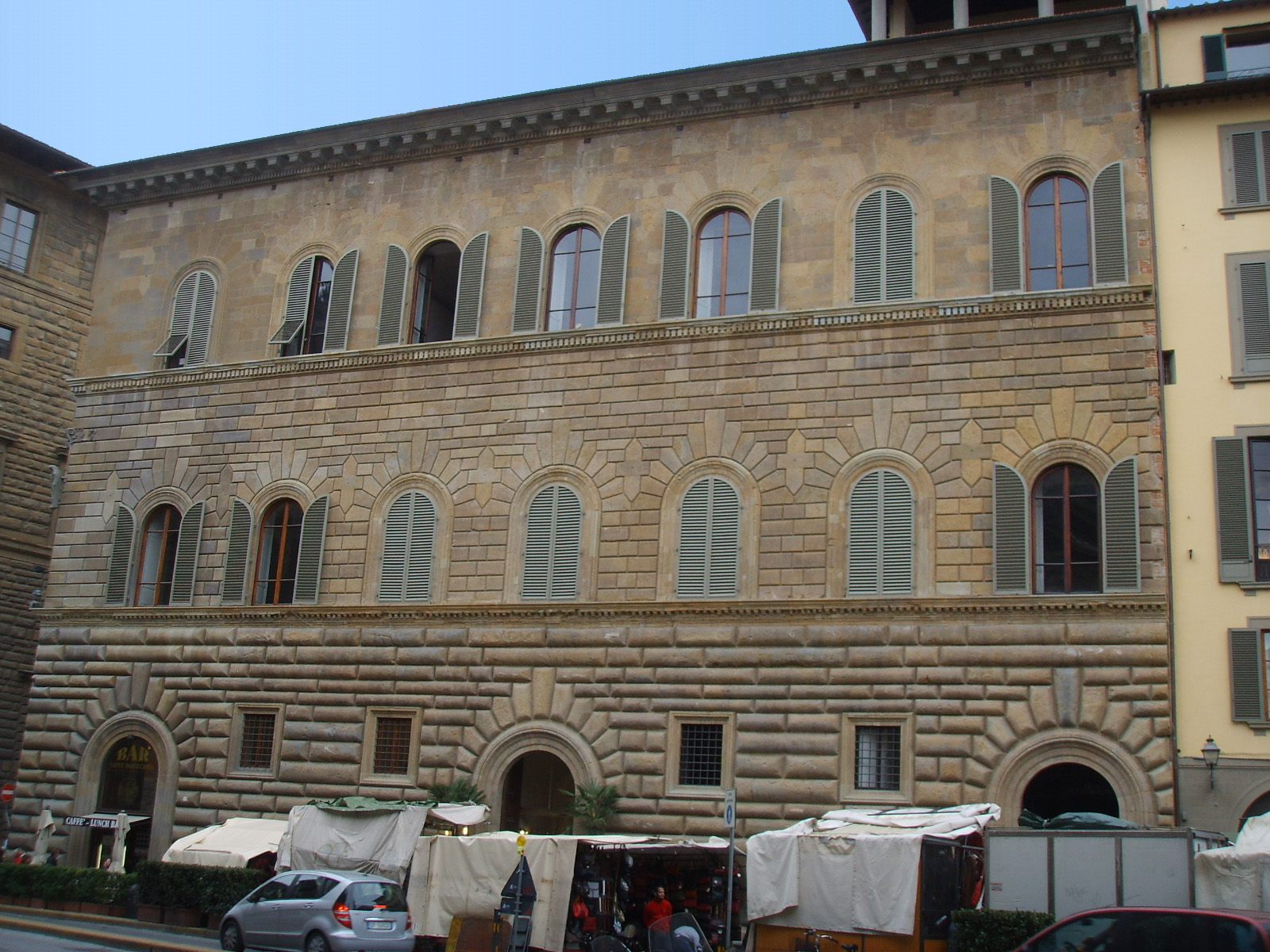
Fachada do Palazzo Gondi.

O Palazzo Gondi é um palácio italiano que se encontra na Piazza San Firenze, a um quarteirão de distância da Piazza della Signoria, em Florença. 

## História
O Palazzo Gondi foi edificado por Giuliano da Sangallo, em 1490, tomando como exemplo outras obras primas da construção senhorial da cidade, como o Palazzo Medici e o Palazzo Strozzi. Entre os elementos emprestados por aquelas obras precedentes, encontra-se a forma cúbica ajustada em torno dum pátio central, o colmeado em cada um dos três andares, gradualmente mais ligeiro em direcção ao alto, as janelas apoiadas nos frisos marca-piso e a cornija.

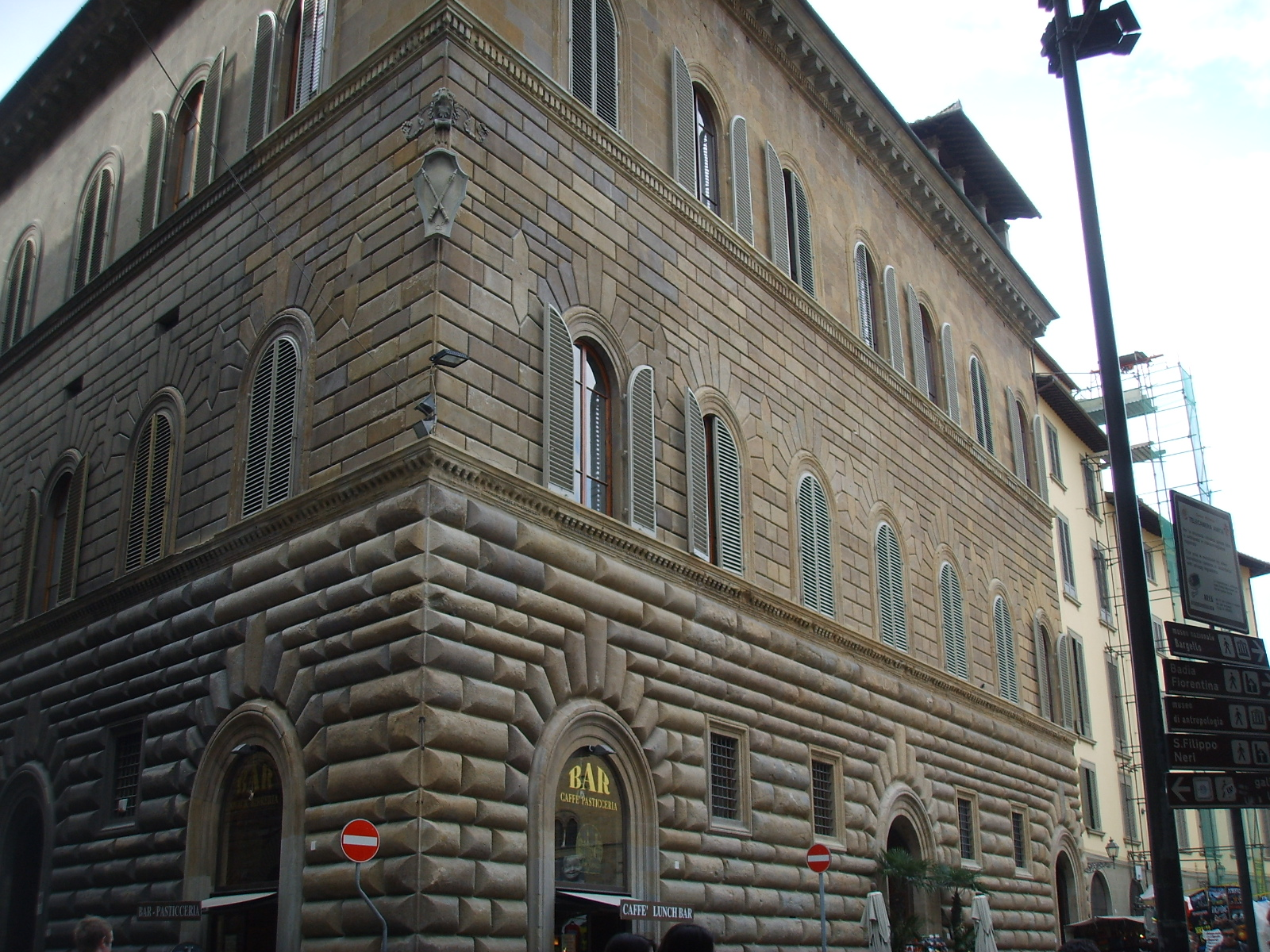
A esquina do Palazzo Gondi.

Poré, Sangallo soube impôr uma evolução no uso destes elementos em relação aos seus modelos, tornando-o num dos palácios mais bem sucedidos daquela época. O elemento mais inovador é o desenho das janelas, com o perfil das pedras disposto radialmente, assemelhando-se ao lapidado duma pedra preciosa. Por outro lado, as janelas do segundo andar foram realizadas imperceptivelmente mais altas, para compensar opticamente o encurtamento perspectivo.
Outros elementos arquitectónicos dignos de nota são a panca di via ("banco de rua"), que cria uma espécie de pedestal em pedra em volta do palácio, e ao alpendre com colunas no topo do palácio, ao longo da Via della Condotta.
O palácio teve uma génese muito lenta e permaneceu incompleto durante vários séculos. No final do século XVII trabalhavam ali Antonio Maria Ferri, na arquitectura, e Matteo Bonechi, na decoração pictórica. Na Via dei Gondi, o palácio era flanqueado por um antigo edifício da família dos Asini, que foi demolido por volta de 1870 para alargar a estrada que ladeava o Palazzo Vecchio. Naquela ocasião o palácio também foi ampliado com a criação do terceiro portal ( o do lado esquerdo) e a construção duma nova "fatia" do edifício que aumentou o número de janelas na fachada e criou uma perspectiva semelhante na Via dei Gondi.  

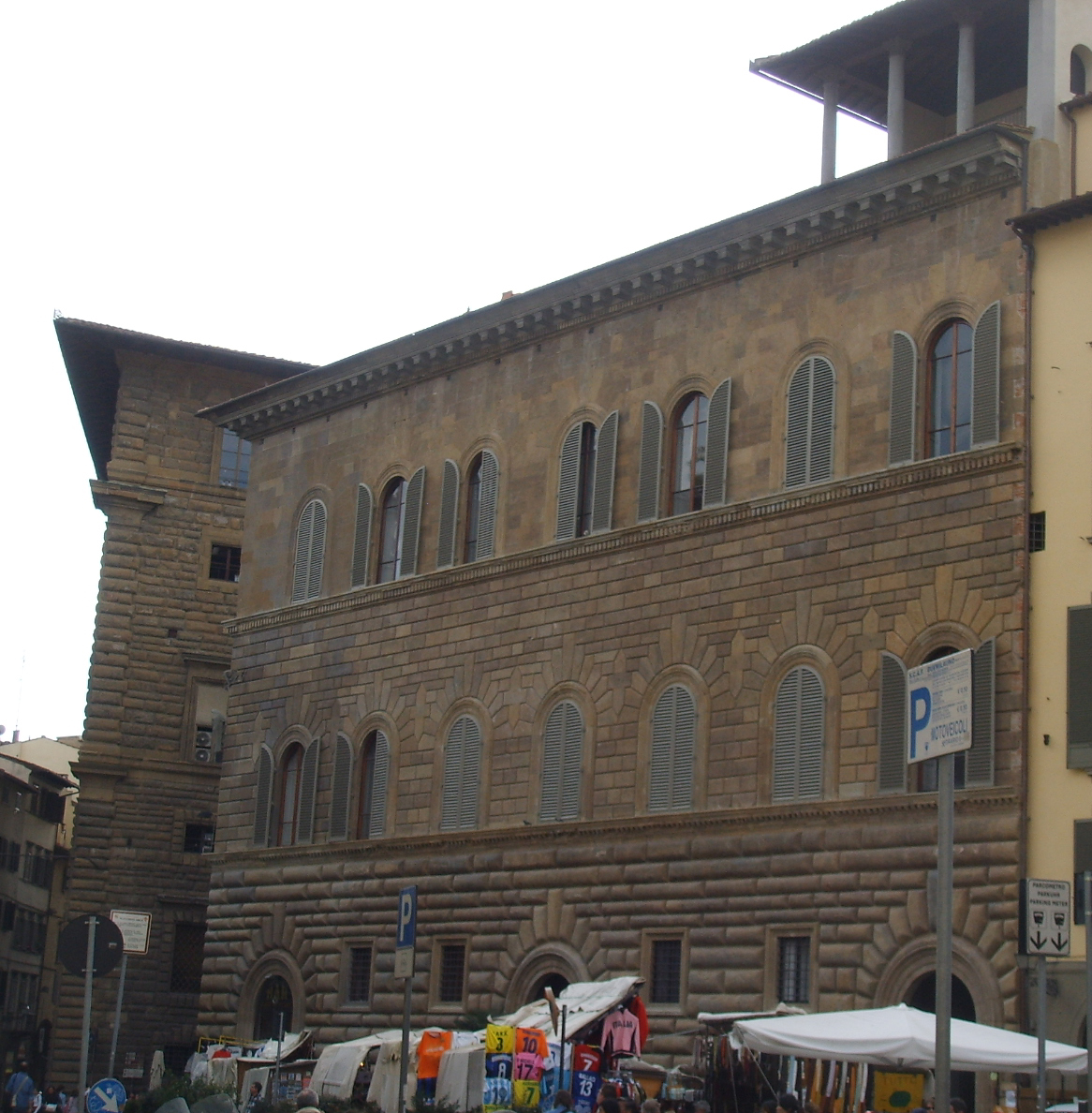
Vista geral da fachada do Palazzo Gondi, com o alpendre à direita.

A organização do lado sul ficou ao cuidado de Giuseppe Poggi, o arquitecto do Piazzale Michelangelo e das Viali di Circonvallazione (Vias de Circunvalação). Este, tentou disfarçar com alguma astúcia o facto da nova forma do palácio já não ser alongada, mas caracterizada uma uma esquina aguda no novo lado, à esquerda da fachada. Em 1874 o palácio podia dizer-se finalmente terminado, com a colocação do brasão dos Gondi na esquina.
Leonardo da Vinci habitava numa das casas destruídas para ampliar o palácio, dizendo-se que foi ali mesmo que pintou a La Gioconda.
Actualmente, o palácio ainda pertence aos descendentes da família, mas no piso térreo encontra-se um bar e outros estabelecimentos comerciais.
No pátio central, porticado nos quatro lados com colunas coríntias, encontra-se uma fonte seiscentista que desfruta da água proveniente do Giardino di Boboli, o jardim do Palazzo Pitti, a qual também alimenta a Fontana del Nettuno. Daqui tem início a escadaria monumental para os andares superiores. Sobre o portal está presente uma estátua com toga da época romana. 
Entre as decorações interiores, encontram-se afrescos de Matteo Bonechi e algumas pinturas de autores italianos e franceses. No primeiro andar ainda existe uma lareira monumental que foi desenhada por Sangallo.

## Galeria de imagens

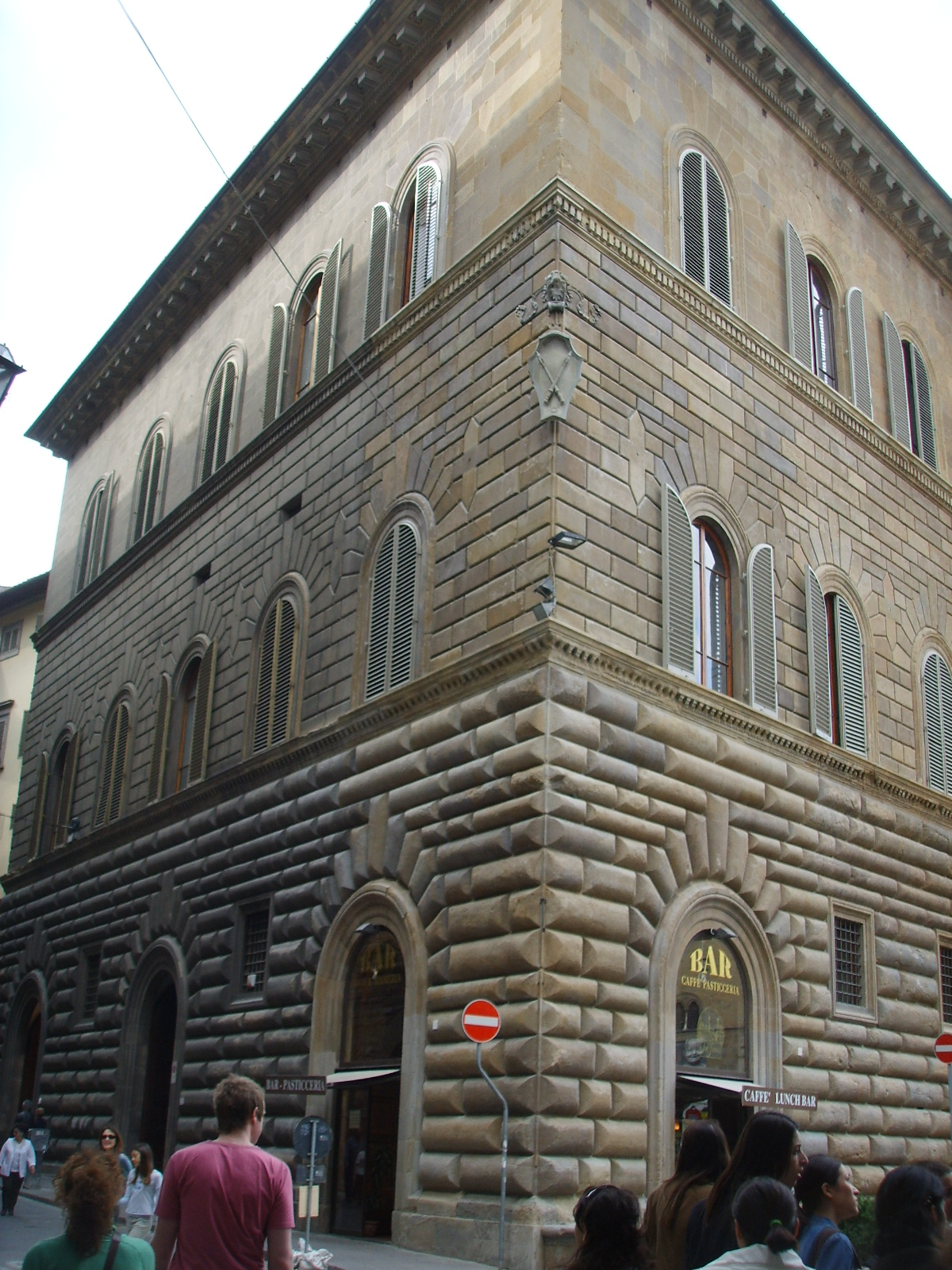
Esquina do palácio
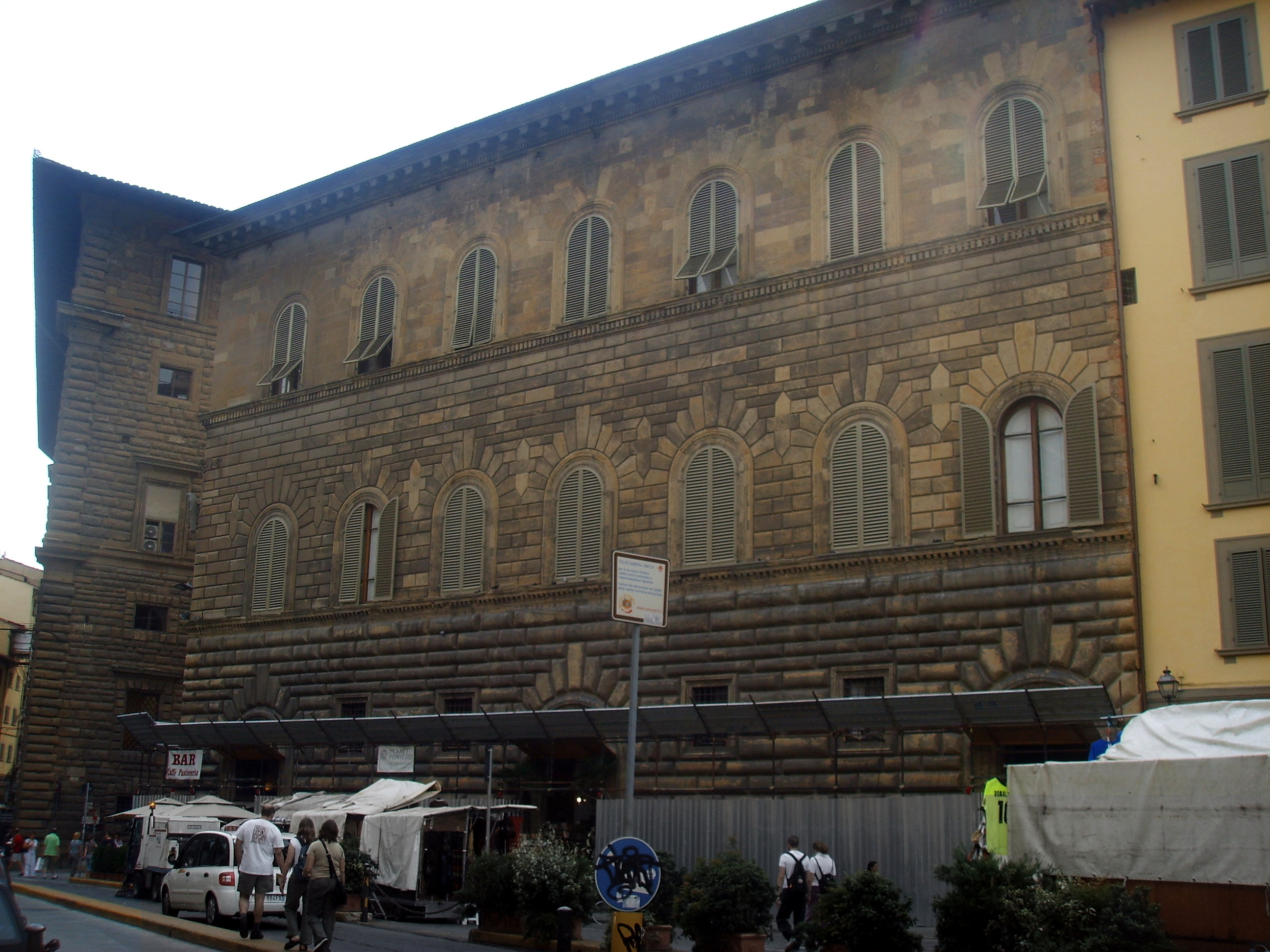
Vista da fachada
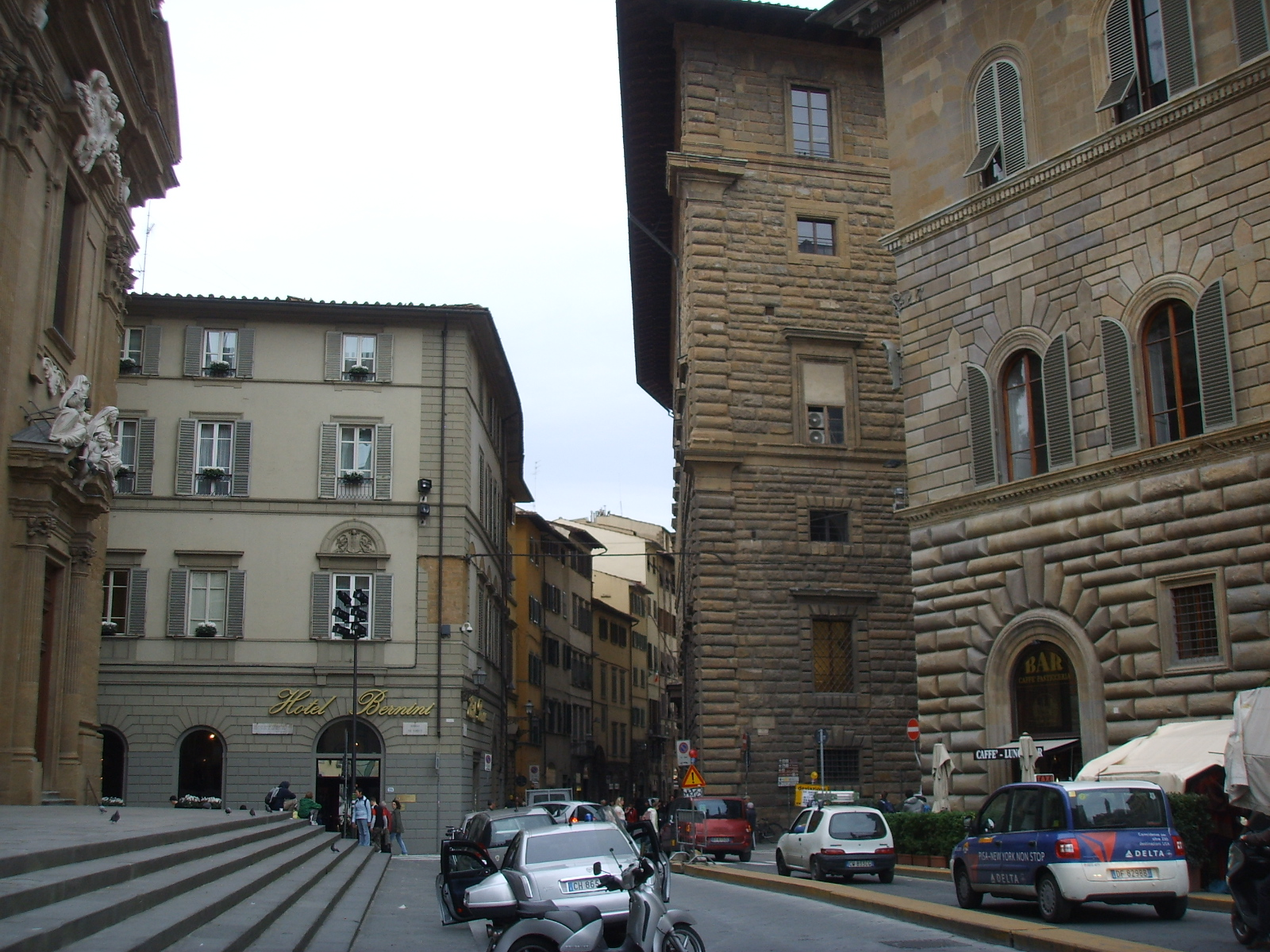
Vista da Piazza San Firenze, com o Palazzo Gondi à direita